# Marino Ronchi
Marino Ronchi (Milano, 10 dicembre 1921 – Melegnano, 25 febbraio 2015) è stato un pittore, illustratore, critico d'arte e docente italiano, affreschista e pittore con varie tecniche (olio, tempera, acquarello, acquaforte, pastello, china). Insegnante di educazione artistica e di cartellonismo pubblicitario in scuola civica. Illustratore del Comune di Milano, Critico d'arte di opere di chiese e palazzi di Milano..

## Biografia
Nato a Milano il 10 dicembre 1921. Ha frequentato il Liceo Artistico e l'Accademia di Belle Arti di Brera con Achille Funi maestro di affresco e Aldo Carpi per la tecnica ad olio. Dopo una pausa di quattordici mesi di prigionia in Germania durante la guerra (1944 - 1945) ha ripreso e completato gli studi uscendo dall'Accademia con il premio Hayez (1946).
Nel 1969 ha scritto di lui Giuseppe Mele, direttore dell'Ente Manifestazioni Milanesi:
"Formatosi nella (non più recente) temperie di valori e criteri non soltanto pittorici, una delle cui summae migliori mi sembra rimanere "L'Avventura novecentista" del compianto e per ora obliato Bontempelli, l'impassibile Marino Ronchi ha percorso un arco che nei risultati più recenti lo ha condotto a soddisfare esigenze artistiche nuove ed aggiornate; in bilico sovente per fortuna fra la necessità di trasfigurare l'oggetto di natura e il bisogno tuttavia di farlo riconoscere sempre. Ha studiato con Funi ma capiva Sironi ed ammiccava a Cezanne. Gli piaceva Poussin e intanto copiava Delacroix........senza indulgenze con se stesso che non siano frutto di traguardi raggiunti consapevoli, senza premura che non nasca il lui dal bisogno, dal piacere anzi di fare. L'azione come vita, la vita come lavoro, l'arte, quale ne sia il risultato, come esercizio anche morale. Il vivere come operazione di cultura; fare ciò che si deve meglio che si può".

## Cronologia
È stato per quarantatre anni (1948 -1991) Professore di Educazione Artistica presso la scuola media pubblica ("De Marchi a Milano, a Castano Primo, a Codogno ed alla "Luciano Manara" a Milano).
Nel 1948 ha affrescato venticinque metri quadrati del Battistero della chiesa di Sant'Elena a Milano, su bozzetto di Funi, in collaborazione con Francesco Scaini.
Dal 1948 al 1973 ha tenuto un corso libero serale di disegno presso la scuola dei Martinitt a Milano.
Nel 1949 ha affrescato e donato, in occasione del proprio matrimonio, il Battesimo di Gesù nella chiesa di San Silvestro e San Martino a Milano, parrocchia della sposa Giuseppina Bramati.
Nel 1950 ha dipinto la tavola del Battesimo per la chiesa di San Matteo a Milano.
Dal 1950 al 1972 ha tenuto un corso serale di Disegno vetrinistico e cartellonistico pubblicitario, di cui è stato uno dei fondatori (assieme ad Adriano Pagetti, Direttore della Biblioteca Sormani in Milano), promosso e realizzato dal Comune di Milano.
Dal 1954 al 1963 è stato illustratore della rivista civica "Rassegna Città di Milano"
Nel 1955 ha eseguito l'affresco del Buon Pastore nella chiesa provvisoria di via Pirandello a Milano
Ha illustrato i volumi:
- "La Biblioteca Comunale di Palazzo Sormani" (1956)
- "Il nostro Manzoni" (1958)
- "La nostra Scala" (1961) "Quaderni del Comune di Milano" pubblicati a cura della Ripartizione Educazione.

Dal maggio 1959 al 1964 ha curato per "Città di Milano" una rubrica di Storia e Critica di opere d'arte antica e moderna presenti in palazzi e chiese di Milano (44 inserti).
Tali pubblicazioni si possono consultare presso la Biblioteca del Castello Sforzesco di Milano. Sempre nel Castello, nella Civica Raccolta Dallais è custodita una tempera di Marino Ronchi raffigurante la Galleria Vittorio Emanuele. Suo è l'articolo "La Madonna nelle vetrate" sul numero speciale (1962) della rivista "Diocesi di Milano" dedicato alla Madonna nel Duomo".
Nel 1973 ha avviato un corso libero festivo di pittura, diventato poi civico, presso la Scuola Cova, dove ha insegnato fino al 1996.
Nel 1983 ha dipinto il Battesimo di Gesù per la chiesa di San Pio X di Cinisello Balsamo.
Dal 1989 al 2000 ha diretto il corso di pittura della sezione artistica del Circolo Filologico Milanese, dove ha esposto ogni anno i propri lavori e dove è custodita la sua composizione "La conversazione della sera", pastello su grande cartone intelaiato per affresco (1997) e dove ha tenuto varie conferenze, tra cui:
- "La figura umana dalle caverne a Fidia"
- "Casistica degli elementi geometrici e dei colori"
- "Lo spazio e la prospettiva"
- "La composizione nell'opera d'arte, l'importanza dei rapporti".

Muore il 25 febbraio 2015.
In occasione della mostra personale al Circolo Filologico Milanese del 1997 la Professoressa Dalma Folco Zambelli scrive: "...I principali movimenti del secolo: la ventata picassiana, il Cubismo, il Futurismo, non difettano nella sua formazione. Ma egli li accetta solo in quanto affini al suo linguaggio e giovino al taglio compositivo. Ronchi artista silenzioso non ama ne' ricerca il battage pubblicitario. Molteplici e vari sono i suoi interessi: dalle nature morte (in cui la preziosità della materia giova all'accordo cromatico nel sobrio spazio compositivo) al paesaggio, agli stupendi ritratti, ai testi di surrealismo. In ogni opera al di là dei rapporti con le voci del secolo, la voce, la facies di Ronchi dominano inconfondibili".
"...Marino Ronchi dipinge una serie di nature morte, paesaggi, ritratti con un fare largo, sintetico che deriva dallo studio dell'affresco presso la scuola di Funi. Usa una tavolozza semplice, composta di poco colore, dai toni severi. C'é una continuità in lui, ma anche la ricerca del nuovo che risponde ad una ragione interiore di approfondimento e di coscienza di sé. Nelle sue opere si nota il disegno come base di tutto ed un costruttivismo geometrico basato su rapporti di spazio che fu comune al Futurismo ed al Cubismo.

Il risultato è una sintesi di quei valori primordiali su cui egli ha condotto sempre le sue ricerche. Ne deriva un realismo magico dove l'oggetto è l'idea dell'oggetto o la realtà reinventata, tolta dal provvisorio e fissata in una sostanza di valori che vanno al di là del temporaneo".

## Altre opere murali
- 1992: Affresco della Madonna di Villa Lesa, proprietà della famiglia Pirelli, sul Lago Maggiore.
- 1994: Grande composizione murale in acrilico: "Cielo, terra e mare" in casa Petrella a Carpiano (Milano).
- 1997: Grande composizione murale in acrilico: "Inno alla Vita" nell'Istituto Palazzolo Don Gnocchi a Milano.
- 1998: Quadro a olio su grande telaio "Il discorso della sera" (Collezione privata).

Mostre
- 1969: Personale alla Biblioteca Rionale Calvairate in via Ciceri Visconti a Milano
- 1970: Personale alla Galleria Caprotti di Monza
- 1975: Personale di incisioni in Palazzo Sormani, sede della Biblioteca Civica di Milano
- 1981: Personale all'Arengario di Monza
- 1981: Mostra Internazionale di Francoforte (Germania)
- 1983: Mostra internazionale di Francoforte (Germania)
- 1983: Mostra Antologica personale al Museo di Milano, offerta dal Comune di Milano in occasione del compimento di 40 anni di attività.
- 1986: Personale a Palazzo Rho a Borghetto Lodigiano (Lodi)
- 1986: Personale al Centro Culturale Puecher alla Biblioteca comunale di Cerro al Lambro (Milano)
- 1992: Personale all'Accademia delle Arti (Melegnano)
- 1997: Personale al Circolo Filologico Milanese
- 2000: Personale al Circolo Filologico Milanese
- 2001: Personale all'Accademia delle Arti (Melegnano)
- 2007: Personale nel Comune di Casalmaiocco (Lodi)

## Pubblicazioni
Elenco dei lavori di critica riguardanti opere d'Arte figurativa presenti in chiese e palazzi di Milano, Estratti delle pubblicazioni realizzate da Marino Ronchi e contenute nei numeri della rivista "Città di Milano"dal maggio 1959 a febbraio 1965. Tali estratti si possono consultare nella comunale al Castello Sforzesco di Milano.
- Il mito d'Orfeo in Palazzo Sormani (maggio 1959)
- Gli affreschi di Bernardino Luini nella chiesa dei S.S. Maurizio e Sigismondo (giugno 1959)
- Gli affreschi di Funi al Banco di Roma (febbraio 1960)
- L'affresco dell'Appiani nella Villa Comunale (marzo 1960)
- Gli affreschi del Bergognone in Santa Maria della Passione (maggio 1960)
- Gli affreschi del Tiepolo in palazzo Clerici (giugno 1960)
- Il mosaico di Sironi nel palazzo di Giustizia (luglio 1960)
- Le vetrate di Carpi in Duomo e in San Simpliciano (ago.sett.1960)
- la sala dei Giochi in palazzo Borromeo (ottobre 1960)
- L'affresco del Luini nell'Abbazia di Chiaravalle (novembre 1960)
- Le miniature del Messale Visconteo (dicembre 1960)
- Le vetrate di Santa Caterina nella Basilica di San Nazzaro (gennaio 1961)
- Gli affreschi trecenteschi dell'Abbazia di Chiaravalle (febbraio 1961)
- Gli affreschi trecenteschi dell'Abbazia di Chiaravalle (2ª parte) (aprile 1961)
- Gli affreschi trecenteschi dell'Abbazia di Chiaravalle (3ª parte) (maggio 1961)
- Le vetrate di Enzo Morelli nella chiesa di S. Maria Bambina (ago.sett. 1961)
- Gli affreschi del Lanino nella Basilica di Sant'Ambrogio (ottobre 1961)
- Gli affreschi di Daniele Crespi alla Certosa di Garegnano (nov.dic. 1961)
- Gli affreschi di Daniele Crespi alla Certosa di Garegnano (2ª parte) (gennaio 1962)
- Gli affreschi di Simone Peterzano alla Certosa di Garegnano (febbr.mar. 1962)
- I dipinti della chiesa di San Cristoforo sul naviglio (aprile 1962)
- Il mosaico dell'abside di Sant'Ambrogio (maggio 1962)
- I mosaici romani nella Basilica di San Lorenzo (giu.lug. 1962)
- I mosaici rimani nella Basilica di San Lorenzo (2ª parte) (agosto 1962)
- Gli affreschi di Carlo Carrà nel palazzo di Giustizia (settembre 1962)
- Gli affreschi medioevali nella Basilica di San Lorenzo (ottobre 1962)
- Una tavola di Funi per la Basilica di San Pietro (novembre 1962)
- I dipinti di Bernardino Luini in San Giorgio a Palazzo (dicembre 1962)
- I dipinti di G.C.Procaccini a Palazzo Isimbardi (gennaio 1963)
- Gli affreschi di palazzo Durini (aprile 1963)
- Gli affreschi del Butinone e dello Zenale nella chiesa di san Pietro in Gessate (maggio 1963)
- I bassorilievi di Arturo Martini all'Arengario (giugno 1963)
- Gli affreschi di A.Appiani in Santa Maria presso San Celso (luglio agosto 1963)
- I dipinti del Procaccini in Santa Maria presso San Celso (ottobre 1963)
- I dipinti della cappella di San Nazaro e Celso in Santa Maria presso San Celso (novembre i963)
- L'assunta di Camillo Procaccini in Santa Maria presso San Celso (gennaio 1964)
- Affreschi di G,B,Crespi e di Andrea Appiani in Santa Maria presso San Celso (febbraio 1964)
- Le tre tele del Cerano in Santa Maria presso San Celso (marzo 1964)
- La caccia terracotta di Agenore Fabbri (apr.mag.1964)
- I dipinti dei Campi nella Basilica di San Paolo (giugno 1964)
- I dipinti dei Campi nella Basilica di San Paolo (2ª parte) (luglio agosto 1964)
- I dipinti dei Campi nella Basilica di San Paolo (3ª parte) (settembre ottobre 1964)
- La disputa di Sant'Ambrogio e Sant' Agostino nella chiesa di San Marco (novembre dicembre 1964)
- Il Battesimo di Sant'Agostino in San Marco (gennaio febbraio 1965)
- "La Madonna nelle vetrate" estratto dalla Rivista Diocesi di Milano, numero speciale intitolato "La Madonna e il Duomo (settembre 1962)

## Foto

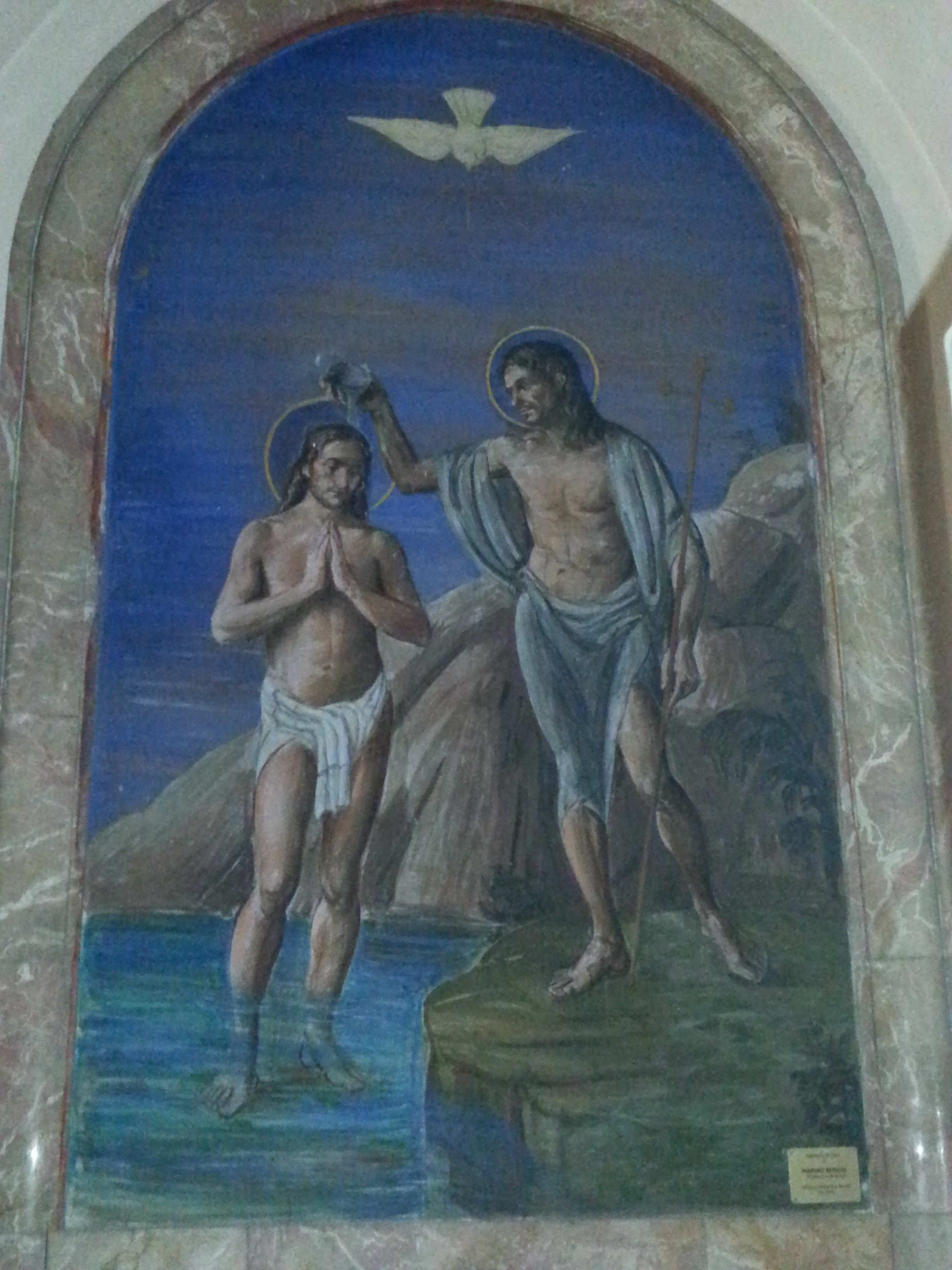
Affresco Battesimo Gesù.
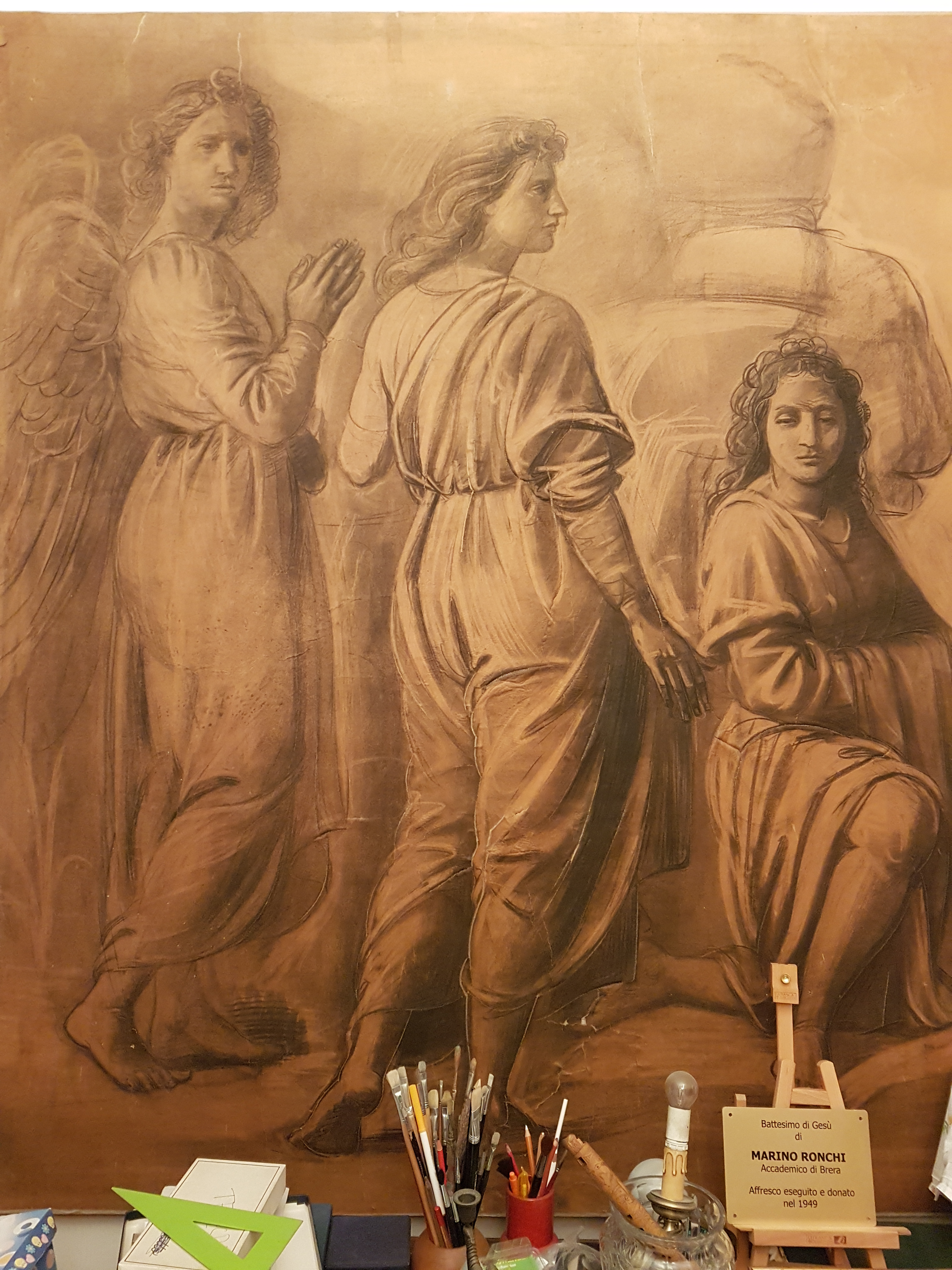
Cartone d'affresco del battistero chiesa Sant'Elena Milano
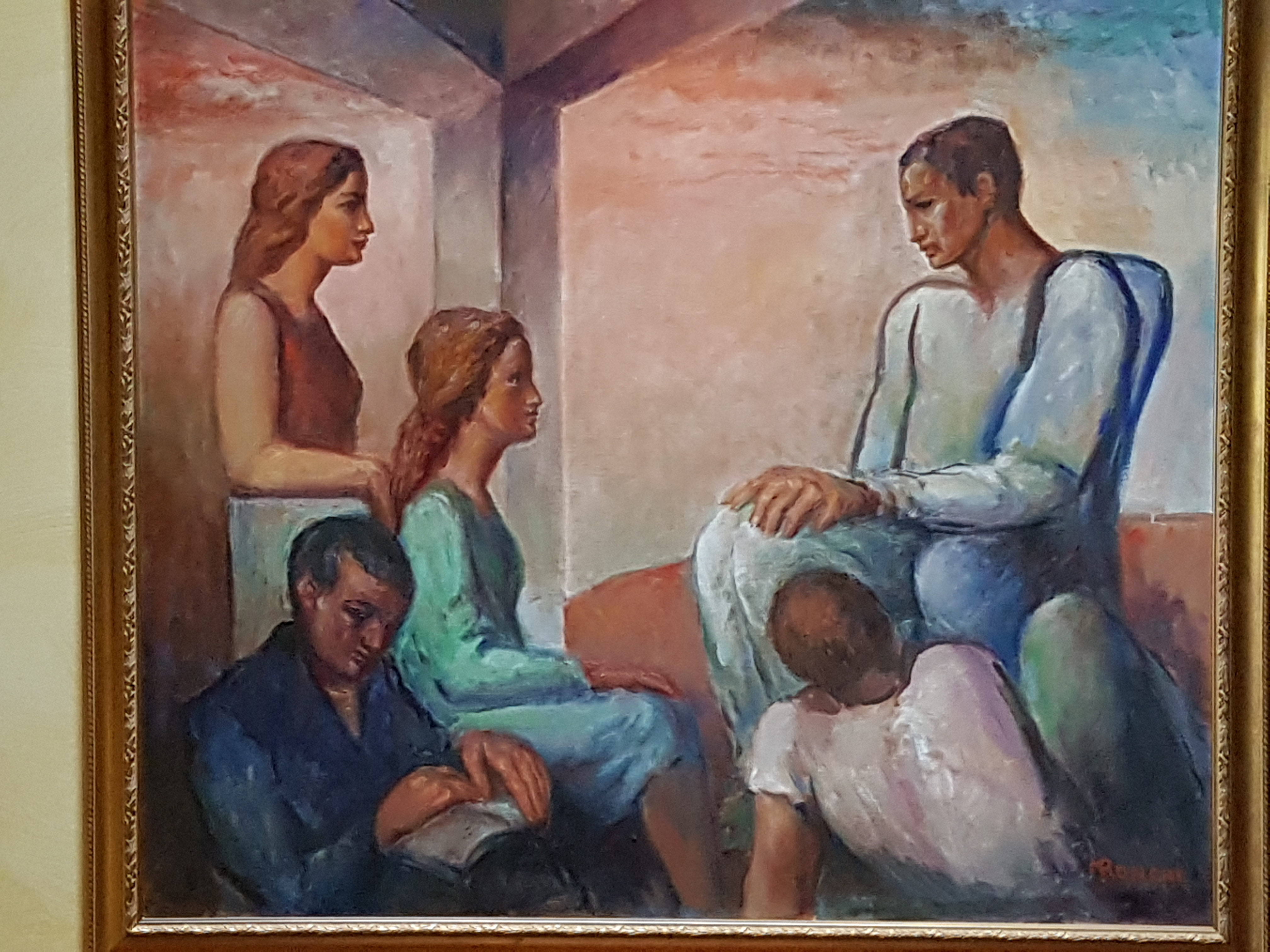
Il discorso della sera